# Perfectae caritatis
Perfectae caritatis (někdy psáno též Perfectae Caritatis, zkratka PC), dekret o přiměřené obnově řeholního života, je dokument vydaný II. vatikánským koncilem, který se zabývá konkrétně instituty zasvěceného života v římskokatolické církvi. Dekret je jedním z kratších dokumentů koncilu, byl schválen poměrem hlasů 2321 ku 4 hlasům shromážděných biskupů a promulgován papežem Pavlem VI. 28. října 1965. Jak je u církevních dokumentů zvykem, název je převzat z latinských úvodních slov (incipitu) dekretu: „Dokonalé lásky“.
Druhý vatikánský koncil již podal výklad o povaze řeholního života v 6. kapitole konstituce Lumen gentium a Perfectae caritatis odráží principy řeholního života, jak jsou v ní stanoveny. Tato kapitola popisuje základní formu řeholního života jako život „zasvěcený vyznáním evangelijních rad“ (č. 44). Dekret Perfectae caritatis byl vydán, aby „pojednal o životě a disciplíně těch institutů, jejichž členové vyznávají čistotu, chudobu a poslušnost, a aby zajistil jejich potřeby v naší době“ (Perfectae caritatis č. 1). Dekret, který obsahoval 25 číslovaných paragrafů, stanovil pět obecných zásad, jimiž se má obnova těchto institutů řídit. Vzhledem k velké rozmanitosti řeholních společenství s jejich odlišnou historií, charakteristikami, zvyky a posláním koncil neuvedl konkrétní pokyny a ponechal na každém jednotlivém společenství, aby samo určilo, co je třeba změnit v souladu s duchem jeho zakladatelů, potřebami současného života a situací, v níž žije a pracuje.

## Obsah

### Obnova a přizpůsobení
V návaznosti na konstituci Lumen gentium má dekret za cíl zabývat se „řádem života institutů, v nichž se slibuje čistota, chudoba a poslušnost, a zajistit jejich časné potřeby“, aby jejich život „byl církvi v současné době více prospěšný“. Tento dekret však stanoví pouze obecné zásady, jejichž „správný výklad a uplatňování [...] má po koncilu upravit příslušná autorita“ (1). 
„Současná obnova řeholního života znamená neustálý návrat ke zdrojům každého křesťanského života a k duchu vzniku jednotlivých institutů a zároveň jejich přizpůsobení měnícím se podmínkám doby.“ Pohybováno Duchem svatým a vedeno církví je následování Krista nejvyšším pravidlem pro všechny instituty. Jednotlivé instituty by si měly zachovat „svou individualitu a svůj zvláštní úkol“ v původním záměru svých zakladatelů a zároveň učinit „úsilí o obnovu [církve] – v biblické, liturgické, dogmatické, pastorační, ekumenické, misijní a sociální oblasti – svým vlastním“. Aby mohly apoštolsky působit, „musí jejich členové skutečně znát životní podmínky lidí, situaci doby a potřeby církve“ (2). 
„Způsob života, modlitby a práce musí odpovídat fyzickým a duchovním podmínkám dnešních lidí, ale také - nakolik to vyžaduje povaha institutu – požadavkům apoštolátu, požadavkům kultury, sociálního a ekonomického prostředí [...], zejména na misijních územích.“ V souladu s tím je třeba revidovat vnitřní normy a knihy a uvést je na teologickou úroveň koncilu (3). 
Aby se obnova a přizpůsobení staly záležitostí všech členů řeholního institutu, měli by představení „vhodným způsobem konzultovat a naslouchat svým podřízeným ve věcech, které se týkají celého institutu“ (4). 

### Řády a úkoly řeholního života
Protože slib řeholníků a řeholnic k evangelním radám „byl církví přijat, měli by také vědět, že jsou zavázáni k její službě“. Měli by proto „spojovat veškerou kontemplaci s apoštolskou láskou“ a „přispívat k šíření Božího království“ (5). 
Z ducha modlitby, z každodenní četby Písma a účasti na „svaté liturgii, zvláště na svatém tajemství eucharistie“, „má plynout láska ke spáse světa a k budování církve“ (6). 
„Instituty zcela zasvěcené kontemplaci, jejichž členové jsou tu jen pro Boha v samotě a tichu, vytrvalé modlitbě a velkorysém pokání, zaujímají vždy [...] přední místo“. Jejich kontemplativnímu způsobu života se přisuzuje „tajemná apoštolská plodnost“, a proto se těší zvláštní ochraně (7).
Řeholní instituce, které se věnují apoštolským a charitativním úkolům, „musí přizpůsobit svůj způsob života a své zvyky apoštolátu, který vykonávají“ (8). 
Úkolem mnišského života „je pokorná a vznešená služba před božským majestátem v mnišské sféře, ať už se zcela zasvětili uctívání Boha ve skrytosti, nebo se podle své konstituce ujali apoštolské či charitativní činnosti“. Tato služba má být také „přizpůsobena aktuálním potřebám lidí“ a i v řeholních řádech, v nichž je středem pozornosti slavení liturgie, sloužit apoštolátu a „konkrétnímu dobru církve“ (9).
Laické řády jsou plnohodnotnými řeholními instituty. I když v nich „někteří členové přijímají svěcení pro kněžskou službu ve vlastních domech, [...] laický charakter institutu zůstává nedotčen“. (10) 
I když sekulární instituty nejsou řeholními kongregacemi, vyžadují také „závazek k životu podle evangelijních rad“, který „zasvěcuje muže a ženy, laiky i kleriky, žijící ve světě“. Těchto obtížných úkolů však lze dosáhnout pouze tehdy, jsou-li „její členové pečlivě vyškoleni v náboženských i profánních záležitostech“. To je svěřeno vážné péči jejich představených (11).

### Evangelní rady
„Celibát ,pro nebeské královstvíʻ [...] jedinečným způsobem osvobozuje lidské srdce k větší lásce k Bohu a ke všem lidem.“ Tento symbolický způsob života se však „velmi přímo dotýká hlubších sklonů lidské přirozenosti“. Z tohoto důvodu mohou být ke slibu čistoty připuštěni pouze kandidáti, kteří byli dostatečně prověřeni a shledáni citově zralými (12). 
Dobrovolná chudoba by měla být praktikována „v nových formách, pokud to bude nutné“. Náboženská chudoba neznamená pouze závislost na povolení vedení řádu k užívání hmotných věcí, „členové musí být chudí ve skutečnosti i v duchu, protože mají svůj majetek v nebi“. Všichni by měli být podřízeni zákonu práce, „řeholní provincie a jednotlivé domy by si měly navzájem materiálně pomáhat, [...] ale vyhýbat se jakémukoli zdání přepychu [...]“. (13)
„Ve slibu poslušnosti [...] se [řeholníci] ve víře podřizují představeným, kteří představují Boží místo“ (14). Jsou jim proto povinni „pokornou poslušností“, ale mohou a mají „při plnění svěřených úkolů používat vlastní rozumové schopnosti a vůli a využívat darů, které jim dala přirozenost a milost“. Nadřízení by zase měli vést „jim svěřené duše“, aniž by „snižovali důstojnost lidské osoby“ [...], aby vyjadřovali Boží lásku k nim. [...] Z tohoto důvodu by jim měli zejména ponechat svobodu, která jim náleží, pokud jde o zpověď a vedení svědomí, [...] ochotně jim naslouchat a podporovat jejich spolurozhodování pro dobro institutu a církve, přičemž by měli plně respektovat jejich právo rozhodovat a nařizovat, co se má dělat. (14)

### Zakládání komunit
Po vzoru prvotní církve by měly být v komunitách co nejmenší rozdíly v hodnostech, konvertité by měli být ke komunitám připojováni co nejbratrštěji a i v ženských komunitách by měl být pokud možno jen jeden stav sester. Duchovní a laici by také neměli být – s výjimkou důsledků svěcení – rozlišováni, pokud jde o jejich práva a povinnosti v rámci komunity (15).
„Papežská klauzura mnišek čistě kontemplativního života nemá být dotčena. [...] Ostatní mnišky [...] však mají být z papežské klauzury vyňaty, aby mohly lépe plnit svěřené apoštolské úkoly. [...] Jejich ohrazení [...] má být určeno konstitucemi.“ (16)
Řeholní hábit má být přizpůsoben „zdravotním požadavkům, okolnostem doby a místa a požadavkům služby“ a v případě potřeby změněn (17).

### Budoucnost
Pro současnou obnovu náboženských společenství je třeba zajistit důkladné vzdělávání jejich členů. Na noviciát by nemělo přímo navazovat apoštolské nasazení, ale spíše další teoretická a praktická formace, která učí také „o zvycích, myšlení a cítění dnešní společnosti“. Řeholní představení mají také za úkol co nejpečlivěji vybírat a důkladně připravovat duchovní vůdce a učitele (18).
Nově mohou být zakládány jen nezbytné, skutečně užitečné a životaschopné instituty. Nové ústavy na misijních územích musí „brát v úvahu charakter a zvyky obyvatel dané země, jakož i místní zvyklosti a životní podmínky“ (19).
Instituty by si měly zachovat své charakteristické úkoly, ale měly by je zkoumat s ohledem na zájmy univerzální církve a diecézí podle kritéria co nejúčinnějšího hlásání evangelia a opustit zastaralé oblasti činnosti (20). 
Institutům a klášterům, které „již nemohou doufat, že budou plodné [...], by mělo být odepřeno další přijímání noviců“. Pokud je to možné, měly by se sloučit s příbuzným, „životaschopnějším“ institutem (21).
Rada doporučuje spolupráci institutů a klášterů téže řeholní rodiny, v případě potřeby také vytvoření federací nebo sdružení (22), přeje si také rozšíření již zavedených konferencí řeholních představených a jejich „koordinaci a spolupráci s biskupskými konferencemi“ (23).
V zájmu podpory další generace se po kněžích a vychovatelích požaduje, aby „v pravidelných kázáních častěji odkazovali na evangelní rady a vstup do řeholního řádu“. Rodiče tak mohou činit „prostřednictvím křesťanské výchovy“, ale „řeholníci a řeholnice by si měli být vědomi, že příklad jejich vlastního života je nejlepším doporučením jejich institutu a pozváním k řeholnímu životu“ (24).
V závěru koncil potvrzuje, že si váží života podle evangelijních rad jako svědectví o oslavě Boha, a slibuje církvi „každodenní [...] bohatší plody spásy“ ze života řeholníků (25).

## Důsledky
6. srpna 1966 vydal papež Pavel VI. apoštolský list Ecclesiae Sanctae jako prováděcí směrnici k některým koncilním dokumentům včetně Perfectae caritatis.
Období, které následovalo po promulgaci Perfectae caritatis, se vyznačovalo velkým množstvím experimentů v řeholním životě. Mnoho institutů nahradilo své tradiční hábity modernějším oděvem, experimentovalo s různými formami modlitby a komunitního života a přizpůsobilo poslušnost představenému formě konzultací a diskusí. Velký počet řeholníků zcela opustil řeholní život a v následujících desetiletích došlo k velkému poklesu počtu řeholních povolání v západním světě. Není jasné, nakolik se na této změně podílely dokumenty II. vatikánského koncilu. Historici poznamenávají, že západní společnost jako celek procházela společenskými otřesy způsobenými sexuální revolucí.